# Esteghlal Teheran

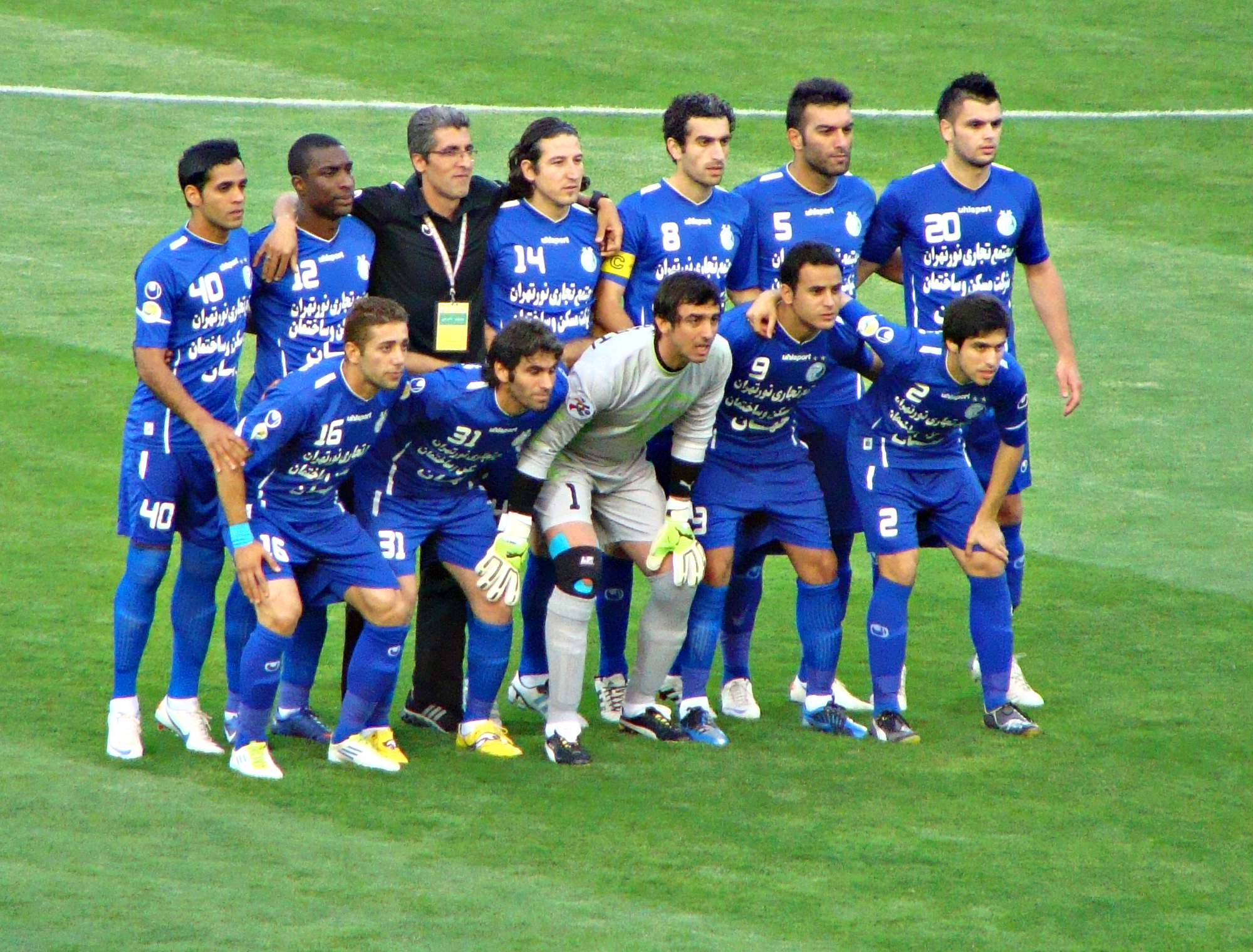
Mannschaft von Esteghlal Teheran (Saison 2011/12)

Der Esteghlal Teheran Football Club (persisch باشگاه فوتبال استقلال تهران, Unabhängigkeit), genannt Esteghlal, ist ein iranischer Fußballverein aus der Hauptstadt Teheran. Bis zur Islamischen Revolution hieß der Verein Taj Teheran Football Club (persisch باشگاه فوتبال تاج تهران, Krone). Mit acht Meistertiteln, sechs Pokalsiegen, sowie zwei Titeln in der AFC Champions League ist Esteghlal neben dem Erzrivalen Persepolis, gegen den das Teheran-Derby ausgetragen wird, einer der populärsten und erfolgreichsten Vereine im Iran und Asien.
Die Vereinsfarben sind blau-weiß und auf den Trikots trägt der Klub für die beiden Titel in der AFC Champions League zwei goldene Sterne.
Die Heimspiele trägt der Verein im Azadi-Stadion aus, welches auch die Heimstätte von Persepolis ist.

## Geschichte

### Gründung
Der Verein wurde am 24. September 1945 von Radsportlern unter dem Namen Docharkhe Savaran (persisch دوچرخه سواران, ‚Die Radfahrer‘) gegründet. Ein Jahr später fand das erste Spiel der inzwischen geschaffenen Fußballmannschaft des Vereins statt. Seitdem spielte man immer in der obersten Liga Teherans und konnte in der Saison 1949/50 bereits den Gewinn der Teheraner Meisterschaft bejubeln. 1949 änderte man den Namen in Taj, zu deutsch Krone.

### 1950er und 1960er Jahre
Am 6. März 1950 bestritt Esteghlal sein erstes Spiel unter dem Namen Taj in der Teheran Provinincial League (Teheraner Meisterschaft) vor 20.000 Zuschauern im Amjadieh-Stadion (heute Shahid Shiroudi Stadion) gegen Stadtrivale Shahin FC. Gemeinsam mit Shahin, Daraei und PAS Teheran dominierte man dann auch den iranischen Fußball in den 1950er und 1960er Jahren. In den Spielzeiten 1951/52, 1956/57, 1957/58, 1959/60, 1961/62, 1963/64, 1969/70 wurde man jeweils Sieger der Teheraner Meisterschaft, welche als die höchste nationale Spielklasse angesehen wurde.

### Starke 1970er Jahre
Die 70er Jahre waren für den Verein nicht nur eine erfolgreiche Zeit, sondern auch jene Jahre, in denen es Taj (Esteghlal) schaffte, sich als eine der beliebtesten und stärksten Mannschaften im Iran und Asien zu etablieren.

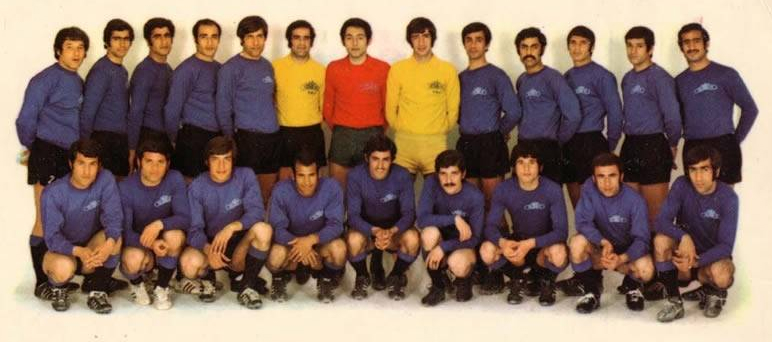
Taj nach dem Gewinn des Asian Champion Club Tournament 1970

Direkt im Jahr 1970 war es Taj (Esteghlal) gelungen, als erste iranische Mannschaft überhaupt einen internationalen Wettbewerb zu gewinnen. Im Finale des Asian Champion Club Tournament, dem Vorläufer der AFC Champions League, setzte man sich dank der Tore von Gholam Vafakhah und Masoud Moeini mit 2:1 gegen den israelischen Vertreter Hapoel Tel Aviv durch.
Anfang der 1970er Jahre gab es mit der Local League erstmals eine Liga, bei der auch Teams außerhalb Teherans teilnehmen konnten. Zu diesen gehörten u. a. die heute sehr beliebten Klubs Tractor Sazi aus Täbris und Sepahan aus Isfahan. Taj (Esteghlal) konnte in der Local League die erste seiner bis heute insgesamt acht landesweiten Meisterschaften gewinnen und damit den Grundstein der erfolgreichen 70er Jahre legen. Nachdem man sich im Finale der Saison 1970/71 noch 2:1 gegen PAS Teheran durchsetzen konnte, scheiterte man ein Jahr später mit Platz 3 und acht Punkten Rückstand auf Persepolis an der Titelverteidigung der Local League, welche im geänderten Spielmodus ausgetragen wurde.
Nachdem der Fußball im Iran zu Beginn der 1970er Jahre immer beliebter wurde, entschied sich der Verband für die Einführung einer nationalen Liga, welche nach dem Vorbild europäischer Ligen arbeiten sollte. 1973 erfolgte schließlich die Gründung des Takht Jamshid Cup, an dem Mannschaften aus dem gesamten Land teilnehmen konnten. Nachdem in den ersten beiden Saisons 12 Mannschaften teilnahmen, expandierte man die Liga ab der Saison 1975/76 auf 16 teilnehmende Klubs. Nachdem Taj (Esteghlal) in der Saison 1973/74 noch hinter Persepolis Vizemeister wurde, konnte man im Jahr darauf mit zwei Punkten Vorsprung vor dem ewigen Konkurrenten iranischer Meister werden. Auch stellte man mit Gholam Hossein Mazloumi, neben Aziz Espandar von Malavan Anzali, den besten Torschützen der Liga. Als jedoch der Takht Jamshid Cup zur folgenden Saison auf 16 teilnehmende Mannschaften vergrößert wurde, kam Taj (Esteghlal) bis zur Revolution in den Spieljahren 1975/76, 1976/77 und 1977/78 nicht über den 4. Platz hinaus. Die Spielzeit 1978/79 konnte wegen der Islamischen Revolution nicht beendet werden. Zum damaligen Zeitpunkt von 12 Spieltagen belegte man in der Tabelle Platz 3.
Des Weiteren brachte man mit Torhüter Nasser Hejazi und Stürmer Hassan Rowshan zwei der bedeutendsten Spieler des iranischen Fußballs hervor und konnte zusätzlich in der Saison 1976/77 den Hazfi Cup gewinnen. Im Finale besiegte man Homa FC mit 2:0 und machte so den ersten von mittlerweile sechs Pokalsiegen perfekt.

### Revolution und Kriegszeit
Im Zuge der Islamischen Revolution wurde der Name des Vereins von Taj in Esteghlal geändert. Da nach der Revolution Symbole oder Bezeichnungen, welche sich klar mit dem Königshaus identifizierten, verboten wurden, wollte der Verein durch die Umbenennung in Esteghlal, was auf Deutsch Unabhängigkeit heißt, seine Neutralität zum Ausdruck bringen.
Aufgrund des Iran-Irak-Kriegs schwand das Interesse der Gesellschaft am Fußball. Der Takht Jamshid Cup wurde nicht weiter fortgeführt und bis zur Saison 1989/90 gab es keine nationale Liga mehr. Versuche, wieder eine nationale Liga einzuführen, scheiterten an mangelnder Unterstützung und den Geldproblemen fast aller Vereine. Der Meister der Teheran Provincial League wurde daher als iranischer Meister angesehen. Esteghlal konnte, auch dank der Rückkehr von Nasser Hejazi und Hassan Rowshan, zwischen 1980 und 1990 zweimal den Titel der Teheran Provincial League holen (1983/84, 1985/86).
In der Saison 1987/88 wurde die Liga zudem erstmals seit Kriegsbeginn wieder mit Teams außerhalb Teherans ergänzt. Die Liga trug in dieser Saison den Namen Shahrivar League. Esteghlal wurde mit 28 Punkten und 12 Zählern Rückstand hinter Persepolis, Daraei und Ekbatan nur Tabellenvierter.

### Qods League und internationaler Titel
Eine erste richtige landesweite Meisterschaft nach dem Takht Jamshid Cup wurde wieder 1989/1990 ausgespielt. Die teilnehmenden 22 Mannschaften der Qods League waren in zwei Gruppen mit je 11 Teams unterteilt. Die Gruppenersten und Zweiten beider Gruppen qualifizierten sich für das Halbfinale. Zunächst hatte Esteghlal in der Gruppe B mit 15 Siegen in 20 Partien und insgesamt 33 Punkten den Gruppensieg vor Daraei eingefahren. Anschließend setzte man sich im Halbfinale souverän gegen Malavan Anzali durch. Nach einem 0:0 im Hinspiel folgte ein lockerer 4:0-Rückspielsieg. Im Finale besiegte man anschließend Persepolis mit 2:1. Die Tore erzielten Abbas Sorkhab in der 47. und Samad Marfavi in der 74. Minute. Persepolis war in der 8. Minute durch den Treffer von Reza Abediyan in Führung gegangen. Nach der erstmaligen Austragung wurde allerdings beschlossen, die Qods League mit diesem Modus nicht weiter fortzuführen. Daher spielten die Klubs in der Saison 1990/91 wieder in den regionalen Ligen. Sieger der Tehran Provinicial League 1990/91 wurde Persepolis.
Durch den Sieg über Persepolis war Esteghlal in der darauffolgenden Spielzeit für die Asian Club Championship startberechtigt, der heutigen asiatischen Champions League und konnte den zweiten Titel nach 1970 einfahren. Nachdem man sich im Hin- und Rückspiel gegen den Al-Sadd SC aus Katar mit 2:1 durchsetzen konnte, traf man in der folgenden Gruppenphase auf den April 25 Sports Club aus Nordkorea, den Mohammedan SC aus Bangladesch und den thailändischen Vertreter Bangkok Bank FC. Gegen April 25 gab es im ersten Gruppenspiel einen 2:1-Sieg. Danach folgte ein 2:0-Erfolg über Bangkok Bank und im letzten Spiel ein 1:1-Unentschieden gegen den Mohammedan SC. Durch einen 2:0-Sieg im Halbfinale gegen Pelita Jaya qualifizierte man sich für das Endspiel gegen Liaoning Whowin aus China, welches dank der Treffer von Reza Hasanzadeh und Samad Marfavi mit 2:1 gewonnen werden konnte.

### Azadegan League
Die Qods League wurde zum Gedenken an die iranischen Kriegsgefangenen des Ersten Golfkriegs in Azadegan League umbenannt. Zwischen 1991 und 2001 wurde in ihr der iranische Meister ausgespielt, bei dem es sich jedoch immer um einen Klub aus oder in der direkten Nähe von Teheran handelte. In den ersten beiden Spielzeiten sicherte sich PAS Teheran den Titel, wobei der Spielmodus in den ersten beiden Jahren der Azadegan League unterschiedlich war. In der Saison 1991/92 spielten 12 Mannschaften in einer Liga durch Hin- und Rückspiele den iranischen Meister aus. Esteghlal erreichte hier mit zwei Punkten Rückstand auf PAS Teheran die Vizemeisterschaft.
Für die Saison 1992/93 wurde die Liga in zwei Gruppen mit je 8 Teams unterteilt. Esteghlal konnte zwar in der Gruppe A den 3. Platz machen, musste aber dennoch absteigen. In der folgenden Saison war man daher nicht in der Azadegan League vertreten. Esteghlal konnte aber den Wiederaufstieg direkt erreichen. Nachdem man 1993/94 wieder in einer einheitlichen Liga mit 14 Mannschaften spielte und sich Saipa zum ersten Mal zum iranischen Meister krönen durfte, wurde die Liga für das Spieljahr 1994/95 erneut in zwei Gruppen unterteilt, dieses Mal in Gruppen mit je 12 Teams. Saipa konnte seinen Titel durch einen 1:0-Finalsieg gegen Esteghlal verteidigen. Zuvor hatten sich die Blauen aus Teheran hinter dem späteren Finalgegner mit 27 Punkten in der Gruppe A für das Halbfinale gegen Persepolis qualifiziert. Das Hinspiel musste beim Stand von 2:2 abgebrochen werden, nachdem Anhänger von Persepolis das Spielfeld in 88. Minute nach dem Ausgleich gestürmt hatten. Der Verband wertete daraufhin die Partie mit 3:0 zugunsten Esteghlals. Das Rückspiel wurde auf neutralem Boden in Bandar Abbas ausgetragen. Ein 0:0 reichte schließlich für das Finale gegen Saipa, welches erst in der Verlängerung verloren ging.
In den Spieljahren 1995/96, 1996/97, 1997/98 und 1998/99 wurde die Liga mit 16 Vereinen im klassischen Ligaformat ausgetragen. Esteghlal wurde in der Saison 1995/96 hinter Persepolis und Bahman mit 51 Punkten Tabellendritter und konnte des Weiteren den Hazfi Cup gewinnen, indem man im Finale gegen Bargh Shiraz mit 3:1 (Hinspiel) und 2:0 (Rückspiel) siegreich war. Nachdem man ein Jahr später nur auf Platz 6 der Tabelle landete, wurde man in der Saison 1997/98 Meister der Azadegan League. Als iranischer Meister war man in der folgenden Saison für die Asian Club Championship qualifiziert.
Das Spieljahr 1998/99 lief für den Verein national betrachtet nur teilweise erfolgreich. Es wurde zwar die Vizemeisterschaft erreicht, jedoch mit 12 Punkten Rückstand auf Erzrivale Persepolis. Auch im Hazfi Cup musste man sich den Roten mit 1:2 im Finale geschlagen geben. International betrachtet lief es dagegen gut für den Hauptstadtklub. In der Asian Club Championship erreichte man das Finale gegen Júbilo Iwata. Vor 125.000 Zuschauern im Azadi-Stadion musste man sich allerdings den Japanern mit 1:2 geschlagen geben.
Auch die letzten beiden Jahre der Azadegan League wurden von den zwei großen Hauptstadtvereinen dominiert. Persepolis wurde 1999/00 in der mit 14 Teams ausgetragenen Liga mit sieben Punkten vor Esteghlal Meister, während sich Esteghlal ein Jahr später in einer 12er Liga mit vier Punkten vor Persepolis durchsetzen konnte. Im Jahr 2000 gewann man zudem erneut den Hazfi Cup. Im Endspiel gegen Bahman gab es durch die Treffer von Mohammad Navazi (45. und 57. Minute) und Ali Latifi (82. Minute) den dritten Pokalsieg in der Vereinsgeschichte.

### Iran Pro League
Die Gründung einer professionellen Liga wurde 2001 vom iranischen Fußballverband beschlossen und sollte für eine höhere Qualität der Spieler sorgen. 2001 wurde die Iran Pro League (IPL) gegründet und mit ihr der Profi-Status im Iran eingeführt. In den ersten drei Spielzeiten bestand die Liga aus nur 14 Teams. Zur Saison 2004/05 wurde dann die Liga um zwei weitere Teams vergrößert, ehe man sich entschied, ab der Saison 2007/08 18 Teams um den Titel spielen zu lassen. Seit der Saison 2013/14 spielen nun wieder 16 Mannschaften um den Titel der höchsten iranischen Spielklasse.
Die erste Meisterschaft ging mit einem Punkt Vorsprung vor Esteghlal an Persepolis. Esteghlal führte die Tabelle bis zum letzten Spieltag vor Persepolis an, verlor dann aber gegen Malavan Anzali auswärts mit 0:1 und musste dem Rivalen, welcher zeitgleich Fajr Sepasi mit 1:0 besiegen konnte, die Meisterschaft überlassen. Die Saison verlief für Esteghlal dennoch nicht titellos. Im Finale des Hazfi Cups schlug man Vorjahressieger Fajr Sepasi im Hinspiel mit 2:1. Anschließend reichte im Rückspiel ein 2:2 zum Pokalsieg.
Die Spielzeit 2002/03 bedeutete für Esteghlal eines der schwächsten Spieljahre überhaupt. Nachdem man in der Liga nur auf Platz 9 landete und zudem als Pokalverteidiger direkt im Achtelfinale gegen Sepahan ausschied, wurde die Zusammenarbeit mit dem erst vor der Saison verpflichteten deutschen Trainer Roland Koch nach nur einem Jahr wieder beendet.

### Ghalenoei-Ära

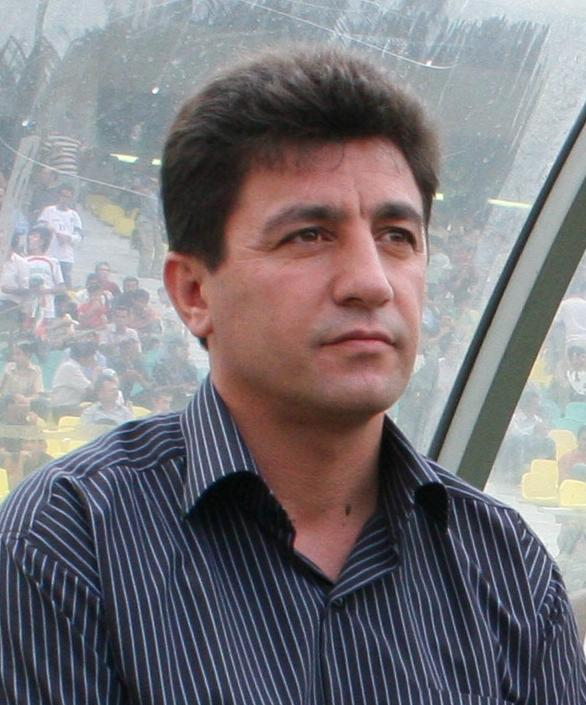
Amir Ghalenoei

Nach dem schwachen Jahr zuvor und dem Ende der Zusammenarbeit mit Koch wurde mit Amir Ghalenoei einer der bekanntesten Spieler der Vereinshistorie als neuer Trainer verpflichtet. Unter Ghalenoei wurde man in der Saison 2003/04 mit zwei Zählern Rückstand hinter Meister PAS Teheran Vizechampion und erreichte zudem das Pokalfinale gegen Sepahan, welches jedoch verloren ging (2:3 und 0:2).
Die Liga wurde zur Saison 2004/05 auf 16 Teams aufgestockt und mit Foolad wurde erstmals ein Verein aus der Provinz Khuzestan iranischer Meister. Es reichten 64 Punkte vor Zob Ahan (58 Punkte) zum erstmaligen Titelerfolg. Esteghlal erspielte sich zwar auch 58 Punkte, wurde jedoch aufgrund des schlechteren Torverhältnisses nur Tabellendritter und verpasste somit die AFC Champions League. Mit Reza Enayati konnte man immerhin den besten Torschützen der Liga stellen. Er wurde nach seinem Wechsel von Aboumoslem zum zweiten Mal mit 20 Treffern Torschützenkönig.
In der Saison 2005/06 wurde Esteghlal erstmals unter der Leitung von Ghalenoei iranischer Meister. Gemeinsam mit PAS Teheran lieferte man sich ein spannendes Rennen um die Meisterschaft. Durch zwei Doppelpacks von Enayati und Akbarpour am letzten Spieltag gegen Bargh Shiraz konnte man im heimischen Azadi-Stadion vor 100.000 Fans mit einem 4:1 die Tabellenführung behalten und den Titel feiern. Ghalenoei selbst entschied sich am Ende der Saison den Klub zu verlassen und den Job des Nationaltrainers anzutreten.

### Ligaprobleme
Nachdem Ghalenoei den Verein verlassen hatte, entschied man sich erneut, den Posten des Cheftrainers mit einem früheren Spieler des Klubs zu besetzen. So wurde Samad Marfavi als neuer Trainer für die Saison 2006/07 vorgestellt. Zuvor hatte Marfavi sechs Jahre lang die Jugendabteilung von Esteghlal geleitet. Der erhoffte Erfolg blieb jedoch aus. Die Saison wurde auf dem 4. Platz beendet und im Sommer 2007 beschloss man, die Zusammenarbeit mit Marfavi nicht weiter fortzuführen.
Für das Spieljahr 2007/08 verpflichtete Esteghlal die Klub-Legende Nasser Hejazi als neuen Trainer. Dieser musste jedoch nach einem schwachen Saisonstart und nur fünf Siegen in 14 Partien seinen Posten räumen. Für den Rest der Saison übernahm Firouz Karimi seine Aufgaben. Karimi konnte am Saisonende den Hazfi Cup gewinnen, weshalb der Verein sich trotz eines miserablen Platz 13 in der Liga für die AFC Champions League qualifizieren konnte.

### Rückkehr von Ghalenoei
Die Rückkehr von Amir Ghalenoei erwies sich als Glücksgriff für den Verein. Esteghlal wurde in der Saison 2008/09 erstmals wieder nach 2005/06 iranischer Meister. Nach dem letzten Spieltag der Saison lagen Esteghlal und Zob Ahan mit je 66 Zählern punktgleich an der Spitze. Das bessere Torverhältnis von 70:34 von Esteghlal zu 58:42 von Zob Ahan entschied die Meisterschaft zugunsten des Hauptstadtklubs. In der AFC Champions League lief es dagegen weniger erfolgreich. Mit nur vier Punkten in sechs Partien schied Esteghlal bereits in der Gruppenphase aus.
Nach der Saison wechselte jedoch Ghalenoei zu Sepahan und Esteghlal stellte erneut Samad Marfavi als Trainer ein. Während Ghalenoei mit Sepahan Meister wurde, landeten die Schützlinge von Marfavi auf Position 3 der Tabelle. Dafür lief es in der Champions League deutlich besser, als noch im vorherigen Jahr. Hinter Al-Gharafa aus Katar wurde man Zweiter der Gruppe A und erreichte somit das Achtelfinale, bei dem nach einer 2:3-Niederlage gegen Al-Shabab aus Saudi-Arabien Schluss war.
Für die Spielzeiten 2010/11 und 2011/12 wurde Parviz Mazloomi Cheftrainer des Vereins. In der Saison 2011/12 arbeitete auch Michael Henke für Esteghlal. Er fungierte als Co-Trainer und technischer Berater des Klubs. Beide Jahre unter Mazloomi liefen einigermaßen in Ordnung für Esteghlal. Das Saisonfinale 2010/11 war erneut spannend verlaufen und Sepahan wurde mit 66 Punkten vor Esteghlal (65 Punkte) und Stadtrivale Zob Ahan (63 Punkte) Meister. Auch in der Saison 2011/12 scheiterte Esteghlal knapp an der Meisterschaft. Mit 66 Punkten punktgleich wie Tractor Sazi und erneut mit einem Zähler weniger als Sepahan, beendete man die Saison auf Platz 3. Unter Mazloomi konnte man aber auch den sechsten Pokalsieg bejubeln. Im Finale in Schiras wurde Shahin Buschehr nach Elfmeterschießen mit 4:1 besiegt. In der AFC Champions League verpasste man unter der Leitung von Mazloomi 2011 knapp das Weiterkommen, ehe man 2012 die Gruppenphase souverän überstand und sich im Achtelfinale bei Sepahan mit 0:2 geschlagen geben musste.

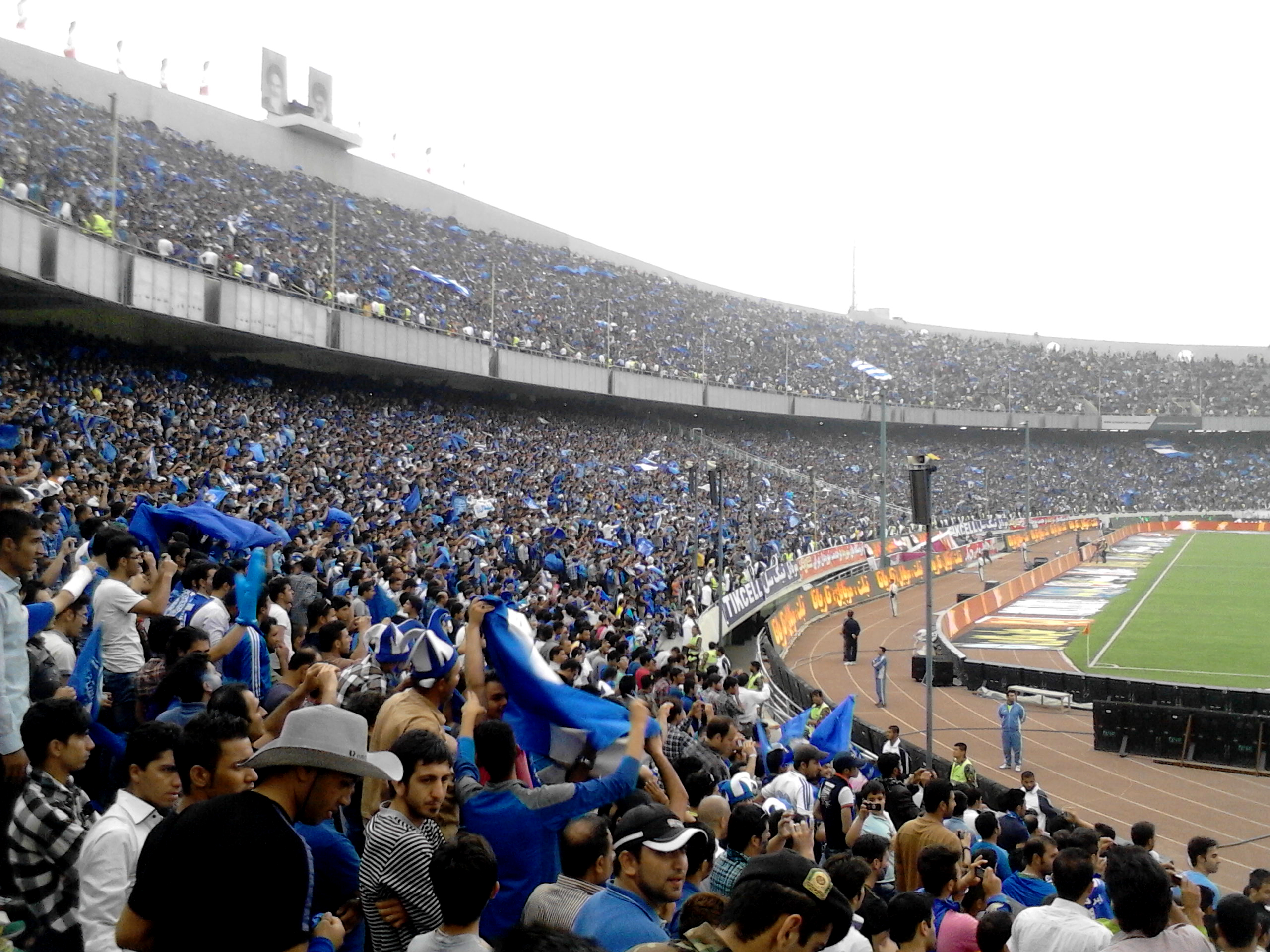
Esteghlal Fans feiern die Meisterschaft 2013

Im Sommer 2012 heuerte Ghalenoei zum bereits dritten Mal als Cheftrainer bei Esteghlal an. Esteghlal wurde nach drei Meisterschaftsjahren von Sepahan wieder iranischer Meister und setzte sich mit 67 Punkten vor dem erneuten Vizemeister Tractor Sazi (65 Punkte) aus Täbris durch. Am 32. Spieltag trafen Esteghlal und Sepahan im Azadi direkt aufeinander. Mit einem Sieg hätte Sepahan wieder an Esteghlal vorbeiziehen können, kassierte jedoch nach dem Führungstreffer von Moharram Navidkia in der Nachspielzeit (94 Minute) durch ein Eigentor von Mohsen Irannejad den Ausgleich. Da Sepahan am darauffolgenden Spieltag Damash Gilan mit 1:2 unterlag, reichte Esteghlal ein 1:0-Sieg bei Foolad durch einen Elfmetertreffer von Javad Nekounam. Auch in der AFC Champions League lief es sehr gut für den Verein. Nach starken Leistungen war erst im Halbfinale gegen den FC Seoul Schluss.
Das Spieljahr 2013/14 verlief äußerst defensiv und spannend zugleich. So reichten Foolad 36 Treffer zum Titel, während Malavan Anzali als Siebter mit gerade mal 40 Toren die meisten der Saison erzielte. Am letzten Spieltag konnten neben Foolad auch Esteghlal, Persepolis, Sepahan und Naft Teheran Meister werden. Foolad behielt durch ein 1:0 bei Gostaresh Foulad Tabriz die Tabellenführung und wurde zum zweiten Mal Meister. Esteghlal verlor dagegen zu Hause von Platz 2 aus startend 1:3 gegen Pokalsieger Tractor Sazi und verspielte mit Position 5 am Ende einen Champions-League-Platz. In der AFC Champions League startete der Verein zunächst schwach und kam später nicht mehr über Platz 3 in der Gruppe A hinaus. Im Hazfi Cup schied man im Halbfinale nach einer überraschenden Heimniederlage gegen Mes Kerman aus.

## Stadion

Innenraum des Stadions

Esteghlal trägt seine Heimspiele im Azadi-Stadion (persisch ورزشگاه آزادی, Varzeshgah Azadi), genannt Azadi, aus. Es liegt im Westen der iranischen Hauptstadt Teheran. Erbaut für die Asienspiele 1974 wird es seit seiner Eröffnung neben der Spiele von Esteghlal auch als Austragungsort der Partien von Persepolis und der Länderspiele der iranischen Fußballnationalmannschaft genutzt.
Das Stadion ist Teil des Azadi-Sportkomplexes in Teheran und bot zunächst eine Kapazität von 95.225 Plätzen. Als ausverkauft galt das Stadion jedoch erst dann, wenn sich 100.000 Zuschauer im Azadi befanden. Nun wird auch eine Kapazität von 78.116 (Anzahl der Sitze) angegeben. Bekannt ist das Stadion auch für seine unglaubliche Stimmung bei ausverkauften Spielen. Beim Teheran-Derby und anderen sehr wichtigen Partien in der Liga und der AFC Champions League ist das Stadion meistens ausverkauft oder gut gefüllt.
In den Jahren 2002 und 2003 wurde das Stadion umfassend renoviert. Neben der Installation von neuen Sitzen, wurde auch der Innenbereich umfassend modernisiert. So wurde der Rasen ausgewechselt und eine Rasenheizung eingebaut. Im Jahr 2004 wurde zudem eine neue Anzeigetafel im Stadion installiert, welche mit einer Größe von 300 Quadratmetern zu den größten der Welt gehört.

## Fans und Rivalitäten
Der Verein besitzt nach seinem Rivalen Persepolis die meisten Anhänger im iranischen Fußball. Der Klub hat jedoch nicht nur Unterstützer aus Teheran, sondern auch viele Fans aus anderen Teilen des Landes, Afghanistan und der Region um den Persischen Golf. Von den Fans wird Esteghlal auch noch „Taj“, „Krone von Asien“, „S-S“ oder „Die Blauen“ genannt.
Neben der starken und intensiven Rivalität zum Stadtrivalen Persepolis, gegen den das Teheran-Derby bestritten wird, rivalisiert der Verein auch mit anderen Vereinen. Es handelt sich hierbei um die Klubs Tractor Sazi Tabriz und Sepahan, welche auch eine sehr große Anhängerschaft besitzen.

## Bekannte Spieler

### Spieler bei Weltmeisterschaften
Fußball-Weltmeisterschaft 1978
- Iraj Danaeifard
- Andranik Eskandarian
- Hassan Nazari
- Nasser Hejazi
- Hassan Rowshan

 Fußball-Weltmeisterschaft 1998
- Parviz Broumand
- Sirous Dinmohammadi
- Alireza Mansourian
- Mehdi Pashazadeh
- Javad Zarincheh
- Alireza Mansourian

 Fußball-Weltmeisterschaft 2006
- Reza Enayati
- Amir Hossein Sadeghi
- Vahid Talebloo

 Fußball-Weltmeisterschaft 2014
- Hashem Beikzadeh
- Khosro Heydari
- Amir Hossein Sadeghi
- Andranik Teymourian

### Spieler bei Olympischen Sommerspielen
Olympische Sommerspiele 1964/Fußball
- Mohammad Bayati
- Fariborz Esmaeili
- Hassan Habibi
- Kambozia Jamali
- Dariush Mostafavi
- Karam Nayyerloo
- Jalal Talebi

 Olympische Sommerspiele 1972/Fußball
- Javad Allahverdi
- Javad Ghorab
- Ali Jabbari
- Akbar Kargarjam
- Mehdi Lavasani
- Mansour Rashidi
- Gholam Vafakhah

 Olympische Sommerspiele 1976/Fußball
- Andranik Eskandarian
- Nasser Hejazi
- Hassan Nazari
- Mansour Rashidi
- Hassan Rowshan

### Weitere bekannte Spieler
- Javad Nekounam
- Mohammad Reza Adelkhani
- Andranik Eskandarian
- Arash Borhani
- Andranik Teymourian
- Farhad Majidi
- Reza Enayati
- Sivash Akbarpour
- Mehdi Fuoninizadeh
- Javad Ghorab
- Akbar Kargarjam
- Abdolali Changiz
- Mojtaba Jabbari
- Parviz Mazloomi
- Amir Ghalenoei
- Mehdi Rahmati
- Amir Hossein Sadeghi
- Pejman Montazeri
- Khosro Heydari
- Hanif Omranzadeh
- Jlloyd Samuel
- Fabio Januario
- Adil Chihi

## Trainer
- Zdravko Rajkov (1969–1976)
- Nasser Hejazi (1996–1999)

Seit 2000:
| Trainer             | Nationalität | von           | bis           | Statistik | Statistik | Statistik | Statistik | Statistik | Statistik |
| Trainer             | Nationalität | von           | bis           | Spiele    | S         | U         | N         | Siege %   |           |
| ------------------- | ------------ | ------------- | ------------- | --------- | --------- | --------- | --------- | --------- | --------- |
| Mansour Pourheidari | Iraner       | Februar 2000  | Juli 2002     | 26        | 13        | 9         | 4         | 50 %      |           |
| Roland Koch         | Deutscher    | Juli 2002     | Juni 2003     | 26        | 8         | 8         | 10        | 31 %      |           |
| Amir Ghalenoei      | Iraner       | Juli 2003     | Juli 2006     | 86        | 46        | 30        | 10        | 53 %      |           |
| Samad Marfavi       | Iraner       | Juli 2006     | August 2007   | 30        | 14        | 10        | 6         | 47 %      |           |
| Nasser Hejazi       | Iraner       | August 2007   | November 2007 | 14        | 5         | 5         | 4         | 36 %      |           |
| Firooz Karimi       | Iraner       | November 2007 | Mai 2008      | 20        | 6         | 5         | 9         | 30 %      |           |
| Amir Ghalenoei      | Iraner       | Juli 2008     | Juni 2009     | 34        | 19        | 9         | 6         | 56 %      |           |
| Samad Marfavi       | Iraner       | Juli 2009     | Juni 2010     | 34        | 16        | 11        | 7         | 47 %      |           |
| Parviz Mazloomi     | Iraner       | Juni 2010     | Mai 2012      | 68        | 37        | 20        | 11        | 54 %      |           |
| Amir Ghalenoei      | Iraner       | Juni 2012     | 2014          | 76        | 41        | 20        | 15        | 53 %      |           |
| Alireza Mansourian  | Iraner       | Juni 2016     | November 2017 |           |           |           |           |           |           |
| Winfried Schäfer    | Deutscher    | November 2017 | April 2019    |           |           |           |           |           |           |
| Farhad Majidi       | Iraner       | April 2019    |               |           |           |           |           |           |           |

## Präsidenten
| Präsident                | Zeitraum                       |
| ------------------------ | ------------------------------ |
| Parviz Khosravani        | September 1945 – Juni 1960     |
| Parviz Sheikhan          | Juni 1960 – Februari 1979      |
| Ali Abdullahi Nourozi    | Mai 1979 – Mai 1983            |
| Kazem Oliaei             | Januar 1988 – Mai 1996         |
| Ali Fathollahzadeh       | Mai 1996 – Mai 2003            |
| Hossein Gharib           | Juni 2003 – Juli 2005          |
| Kazem Oliaei             | Juli 2005 – Dezember 2005      |
| Hossein Gharib           | Dezember 2005 – September 2006 |
| Meghdad Najafnejad       | September 2006 – Mai 2007      |
| Ali Fathollahzadeh       | Mai 2007 – September 2008      |
| Amir Reza Vaezi Ashtiani | September 2008 – Mai 2010      |
| Ali Nazari Juybari       | Mai 2010 – Juni 2010           |
| Ali Fathollahzadeh       | Juni 2010 – Mai 2014           |
| Bahram Afsharzadeh       | seit Mai 2014                  |

## Erfolge
39 offizielle Meisterschaften

### Persian Gulf Pro League (Iranische Meisterschaft)
- Meister 19571, 1970/712, 1974/753, 1989/904, 1997/985, 2000/015, 2005/06, 2008/09, 2012/13, 2021/22 (10)
- Vizemeister 1973/742, 1991/924, 1994/954, 1998/994, 1999/004, 2001/02, 2003/04, 2010/11, 2016/17, 2019/20, 2023/24 (11)

1 Iran Championship Cup 2 Local League
3 Takht Jamshid Cup
4 Qods League
5 Azadegan League

### Hazfi Cup
- Sieger 1976/77, 1995/96, 1999/00, 2001/02, 2007/08, 2011/12, 2017/18, 2024/25 (8)
- Finalist 1989/90, 1998/99, 2003/04, 2015/16, 2019/20, 2020/21, 2022/23 (7)

### Iran Super Cup
- Meister 2022 (1)
- Vizemeister 2018 (1)

### (Teheraner Meisterschaft)1
- Meister 1949/50, 1951/52, 1956/57, 1957/58, 1959/60, 1961/62, 1963/64, 1969/70, 1970/71, 1971/72, 1972/73, 1983/84, 1985/86, 1991/92 (14)
- Vizemeister 1946/47, 1958/59, 1968/69, 1982/83, 1989/90, 1990/91 (6)

1 Zählen nicht als nationale Meisterschaften

### Teheran Cup
- Meister 1946/47, 1950/51, 1958/59, 1960/61 (4)
- Vizemeister 1945/46, 1957/58, 1969/70 (3)

### Teheran Super Cup
- Meister 1994 (1)

### AFC Champions League
- Sieger: 1970, 1990 (2)
- Finalist: 1991, 1999 (2)
- Dritter Platz: 1971, 2001/02 (2)
- Gemeinsamer dritter Platz: 2013/14 (1)

## Ewige Tabelle
| Pl. | Verein     | Saisons | Spiele | Siege | Remis | Niederlagen | Tore | Gegentore | Tordifferenz | Punkte | Beste Platzierung |
| --- | ---------- | ------- | ------ | ----- | ----- | ----------- | ---- | --------- | ------------ | ------ | ----------------- |
| 1   | Esteghlal  | 13      | 402    | 198   | 126   | 78          | 602  | 384       | +218         | 684    | Meister           |
| 2   | Sepahan    | 13      | 402    | 192   | 123   | 91          | 597  | 388       | +209         | 6821   | Meister           |
| 3   | Persepolis | 13      | 402    | 174   | 135   | 93          | 565  | 423       | +142         | 6502   | Meister           |
| 4   | Zob Ahan   | 13      | 402    | 158   | 132   | 112         | 485  | 412       | +73          | 606    | 2.                |
| 5   | Foolad     | 12      | 368    | 145   | 123   | 100         | 460  | 382       | +78          | 558    | Meister           |
| 6   | Saipa      | 13      | 402    | 123   | 147   | 132         | 467  | 465       | +2           | 516    | Meister           |
| 7   | Malavan    | 12      | 368    | 110   | 119   | 139         | 354  | 433       | −79          | 448    | 7.                |

1 Sepahan wurden 3 Punkte in der Saison 2007/08 abgezogen

2 Persepolis wurden 6 Punkte in der Saison 2007/08 durch die FIFA abgezogen.
Stand 1. Juli 2014

## Sponsoring und Trikotausrüster
| Saison    | Trikotausrüster | Hauptsponsor       |
| --------- | --------------- | ------------------ |
| 2001–2002 | Daei SWE        | LG                 |
| 2002–2003 | Daei SWE        | LG                 |
| 2003–2004 | Jouraban        | Aiwa               |
| 2004–2005 | Aghili          | Sharp              |
| 2005–2006 | Abi Pooshan     | SAGEM              |
| 2006–2007 | Merooj          | MTN Irancell       |
| 2007–2008 | Merooj          | CCC                |
| 2007–2008 | Aghili          | Sharvand           |
| 2008–2009 | Uhlsport        | Iran Mobile Market |
| 2009–2010 | Uhlsport        | Iran Mobile Market |
| 2010–2011 | Uhlsport        | City Bank          |
| 2011–2012 | Uhlsport        | City Bank          |
| 2012–2013 | Uhlsport        | Refah Bank         |
| 2013–2014 | Merooj          | Mahan Air          |
| 2014–2015 | Merooj          | Pardisban          |